# Lo de Bartolo
Lo de Bartolo är en ort i Mexiko.   Den ligger i kommunen Culiacán och delstaten Sinaloa, i den västra delen av landet, 1 000 km nordväst om huvudstaden Mexico City. Lo de Bartolo ligger 187 meter över havet och antalet invånare är 172.
Terrängen runt Lo de Bartolo är kuperad österut, men västerut är den platt. Terrängen runt Lo de Bartolo sluttar västerut. Runt Lo de Bartolo är det glesbefolkat, med 8 invånare per kvadratkilometer. Närmaste större samhälle är Sanalona, 12,4 km norr om Lo de Bartolo. I omgivningarna runt Lo de Bartolo växer huvudsakligen savannskog.